# Pelanomodon
Pelanomodon es un género extinto de terápsido dicinodonte que vivió en el período Pérmico tardío. La evidencia fósil de este género se encuentra principalmente en la cuenca Karoo de Sudáfrica, en la zona de asociación faunística de Dicynodon. La falta de registros fósiles después de la época del Pérmico tardío sugiere que Pelanomodon fue víctima del evento de extinción masiva Pérmico-Triásico.
El nombre Pelanomodon se puede dividir en tres partes; "pelos" significa lodo, "anomo" significa irregular y "odon" significa diente. Esto sugiere que Pelanomodon es un anomodonte  (un grupo de terápsidos que se caracterizan por su falta de dientes) que habitaba en el lodo. La cuenca del Karoo durante este período se caracterizó por sus extensas llanuras de inundación, por lo que hipotetizar un hábitat lodoso para este género no es descabellado.
Pelanomodon pertenece a la familia Geikiidae junto con Aulacephalodon y Geikia. Se cree que Aulacephalodon vivió junto a Pelanomodon en la cuenca del Karoo, donde se han descubierto registros de Geikia en Escocia y Tanzania. Pelanomodon se caracteriza principalmente y se distingue de Aulacephalodon por su falta de colmillos. Los paleontólogos han utilizado otras características craneales para establecer dos especies de Pelanomodon; P. moschops y P. rubidgei. Sin embargo, análisis recientes apuntan a la conclusión de que, de hecho, pueden ser de la misma especie.

## Descripción

### Cráneo
El registro fósil de Pelanomodon se compone principalmente de cráneos tanto completos como parciales. Es por esta  razón que su morfología craneana es usada para distinguir a Pelanomodon de otros géneros en la familia de los geíkidos. La ausencia de defensas ("colmillos") es una característica significativa usada para diferenciar a Pelanomodon de Aulacephalodon, además de las protuberancias en la barra postorbital y la forma espiralada del cigoma. Pelanomodon se distingue de Geikia debido a su fenestra temporal y hocico más largos, una cresta esofageal menos desarrollada y un foramen pineal nivelado.
Aparte de estas distinciones, el cráneo de Pelanomodon tiene muchas otras características notorias. Una de las más aparentes es que el cráneo es más ancho que alto, dando como resultado una forma triangular, cuando es visto en sentido dorsal. Conectado a esto, la fenestra temporal se inclina posterolateralmente. En comparación con otros dicinodontes, la narina externa está retraída y se localiza relativamente alto en el hocico. Igualmente, las cuencas oculares se sitúan más alto de lo que es típicamente visto en los dicinodontes. Al igual que otros anomodontes, Pelanomodon tenía dientes posteriores pero carecía de dientes molariformes. Adicionalmente, como en otros terápsidos, el premaxilar se extiende en la zona ventral a fin de formar un paladar secundario.